# El Ceibal (Argentina)
El Ceibal es una localidad argentina ubicada en el Departamento San Antonio de la Provincia de Jujuy. Se encuentra en el cruce de la Ruta Provincial 26 y la Ruta Nacional 9, 12 km al sur de San Salvador de Jujuy. 
La zona presenta varios loteos destinados a barrios privados para personas de San Salvador de Jujuy. La zona presenta algunas lagunas y paisaje de yungas; cuenta con una escuela primaria.